# Xenicus
Xenicus (Gray, 1855) è un genere di uccelli passeriformi della famiglia degli Acantisittidi.

## Etimologia
Il nome scientifico del genere, deriva dal greco ξενικος (xenikos, "deviante"), in riferimento al fatto che nel momento della loro scoperta questi uccelli vennero considerati forme aberranti di altri passeriformi.

## Descrizione

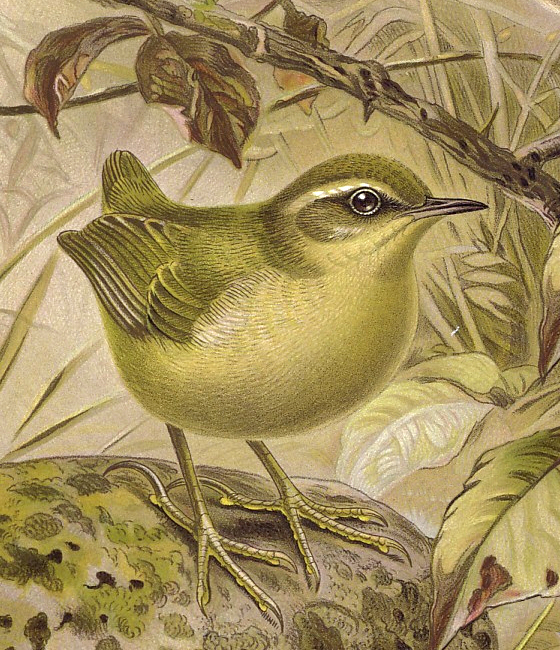
Illustrazione di X. gilviventris.

Le specie ascritte al genere presentano piccole dimensioni (sotto i 10 cm) ed aspetto caratteristico, robusto e paffuto, con grossa testa allungata e munita di becco sottile e appuntito, ali corte e arrotondate, zampe forti e allungate con lunghe dita artigliate e cortissima coda squadrata.
Il piumaggio è verdastro nei maschi e bruno nelle femmine, con area dorsale più scura e area ventrale più chiara: è presente un sopracciglio chiaro ed una mascherina scura.

## Biologia
Si tratta di uccelletti diurni e vivaci, tendenzialmente solitari, che vivono perlopiù al suolo, dimostrandosi mediocri volatori (che dopo l'atterraggio si comportano in modo caratteristico, sbattendo tutto il corpo in avanti) ma veloci camminatori.

Le specie ascritte al genere sono insettivore, nutrendosi di piccoli insetti ed invertebrati rinvenuti sondando i detriti al suolo o le cortecce degli alberi col becco.
Le due specie di Xenicus sono monogame, con le coppie che rimangono assieme per lungo tempo e collaborano nella costruzione del nido (globoso o dalla caratteristica forma tubolare), nella cova e nell'allevamento della prole.

## Distribuzione e habitat
Il genere è endemico della Nuova Zelanda, con l'unica specie ancora vivente (lo scricciolo dell'Isola del Sud) diffusa nelle aree subalpine e nelle boscaglie delle Alpi neozelandesi dell'Isola del Sud, mentre l'estinto scricicolo del bush abitava ambedue le isole maggiori e buona parte di quelle minori nei dintorni.

## Tassonomia
Al genere vengono ascritte due specie, di cui una sola ancora vivente:
Genere Xenicus
- Xenicus longipes (Gmelin, 1789) † - scricciolo del bush
- Xenicus gilviventris Pelzeln, 1867 - scricciolo dell'Isola del Sud

In passato, al genere è stato a più riprese ascritto anche l'affine ed estinto scricciolo di Stephens Island, attualmente classificato nel proprio genere monotipico Traversia, col nome di X. lyalli.